# Чергински хребет
Чергѝнският хребет (на руски: Чергѝнский хребет) е планински хребет в северната част на планината Алтай, в северозападната част на Република Алтай и югоизточната част на Алтайски край в Русия. Простира се от север на юг на протежение около 120 km между реките Песчаная (ляв приток на Об) на запад и Каменка и Сема (леви притоци на Катун (лява съставяща на Об) на изток. На юг Семинския проход го отделя от Семинския хребет. Максимална височина връх Белок-Мукур-Черга 2014 m (51°18′51″ с. ш. 85°18′51″ и. д. / 51.314167° с. ш. 85.314167° и. д.), разположен в южната му част. Хребета е силно разчленен от долините на реките и е изграден основно от пясъчници и шисти. От него водят началото си реките Песчаная, Сема с левия си приток Горна Черга, Сосновка (горното течение на река Каменка) и др. Долните части на склоновете му са покрити с ливадни степи и борови гори, а нагоре следват планинска лиственична и кедрово-елова тайга.